# Mémorial de Saint-Julien
Pour un article plus général, voir Sites funéraires et mémoriels de la Première Guerre mondiale (Front Ouest).
Le  Soldat en méditation ou le mémorial de Saint-Julien, également connu sous le nom de The Brooding Soldier, est un mémorial de guerre canadien et un petit parc commémoratif situé dans le village de Saint-Julien, dans la section de Langemark de la commune de Langemark-Poelkapelle en Belgique. Le mémorial commémore la participation de la Première Division canadienne à la deuxième bataille d'Ypres de la Première Guerre mondiale, qui comprenait les premières attaques au gaz toxique le long du front occidental. Le mémorial a été conçu par Frederick Chapman Clemesha et a été sélectionné à la suite d'un concours de design organisé par la Commission canadienne du monument du champ de bataille en 1920.

## Contexte
Le village de Saint-Julien et une section de terres boisées se situent dans le secteur nord-est du saillant d'Ypres. La zone est à la jonction entre les secteurs de responsabilité britannique et français. La première division canadienne se voit attribuer la section la plus au nord de la ligne britannique et, à leur gauche, la 45e division (algérienne) tient l'extrémité la plus au sud de la ligne française. L'armée allemande déploie 5 730 bonbonnes de chlore gazeux sur le front. Ces 168 tonnes de chlore gazeux sont enterrées devant leurs tranchées, en face de Langemark-Poelkapelle, au nord d'Ypres. Les Canadiens occupent cette portion du front lorsque l'armée allemande déclenche la première attaque au gaz toxique sur le front occidental le 22 avril 1915.
Le vent du nord pousse le gaz qui dérive vers le nord et l'ouest des lignes canadiennes, dans les troupes coloniales françaises des 45e et 87e divisions ainsi que du 26e corps de réserve. Les troupes rompent les rangs et abandonnent les tranchées, créant un trou de 7 km dans la ligne alliée. Toutefois, l'infanterie allemande, qui se méfiait du gaz, n'a pas réussi à exploiter cette faille, faute de renforts. Les Canadiens empêcheront des tentatives de percée allemande lors d'actions à Kitcheners Wood, Mauser Ridge, Pilckem Ridge et Gravenstafel Ridge.
Au cours des 48 heures cruciales pendant lesquelles ils ont tenu la ligne, 6 035 Canadiens — soit un homme sur trois qui est allé au combat — sont victimes du chlore, dont environ 2 000 — soit un homme sur neuf — sont tués.

## Mémorial

### Choix du site et du design

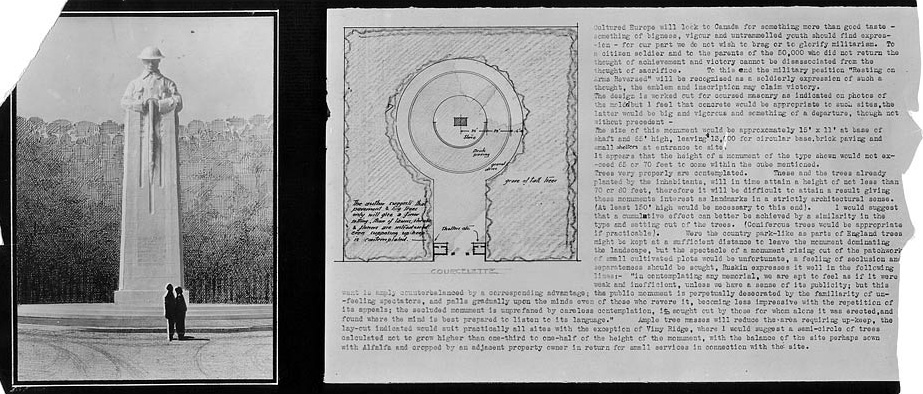
Proposition de conception de Clemesha.

À la fin de la guerre, la Commonwealth War Graves Commission a accordé au Canada huit sites — cinq en France et trois en Belgique — sur lesquels ériger des monuments commémoratifs. Chaque site représente un engagement canadien important dans la guerre et, pour cette raison, il a été décidé à l'origine que chaque champ de bataille serait traité de manière égale et orné de monuments identiques. La Commission canadienne des monuments commémoratifs des champs de bataille a été formée en novembre 1920 et a décidé qu'un concours serait organisé pour sélectionner la conception du mémorial qui serait utilisé sur les huit sites européens. En octobre 1922, la soumission du sculpteur et designer torontois Walter Seymour Allward a été sélectionnée comme gagnante du concours, et la soumission de Frederick Chapman Clemesha s'est classée deuxième. Le concept d'Allward est érigé sur la crête de Vimy en France. Le concept de Clemesha était initialement prévu pour tous les autres sites, mais n'a finalement été érigé qu'à Saint-Julien. Les six sites restants ont reçu un marqueur commémoratif identiques.
Le mémorial de Saint Julien a été inauguré le 8 juillet 1923 par le prince Arthur, duc de Connaught et l'hommage a été rendu par le maréchal français Ferdinand Foch, ancien commandant suprême des puissances alliées sur le front occidental.

### Conception et emplacement

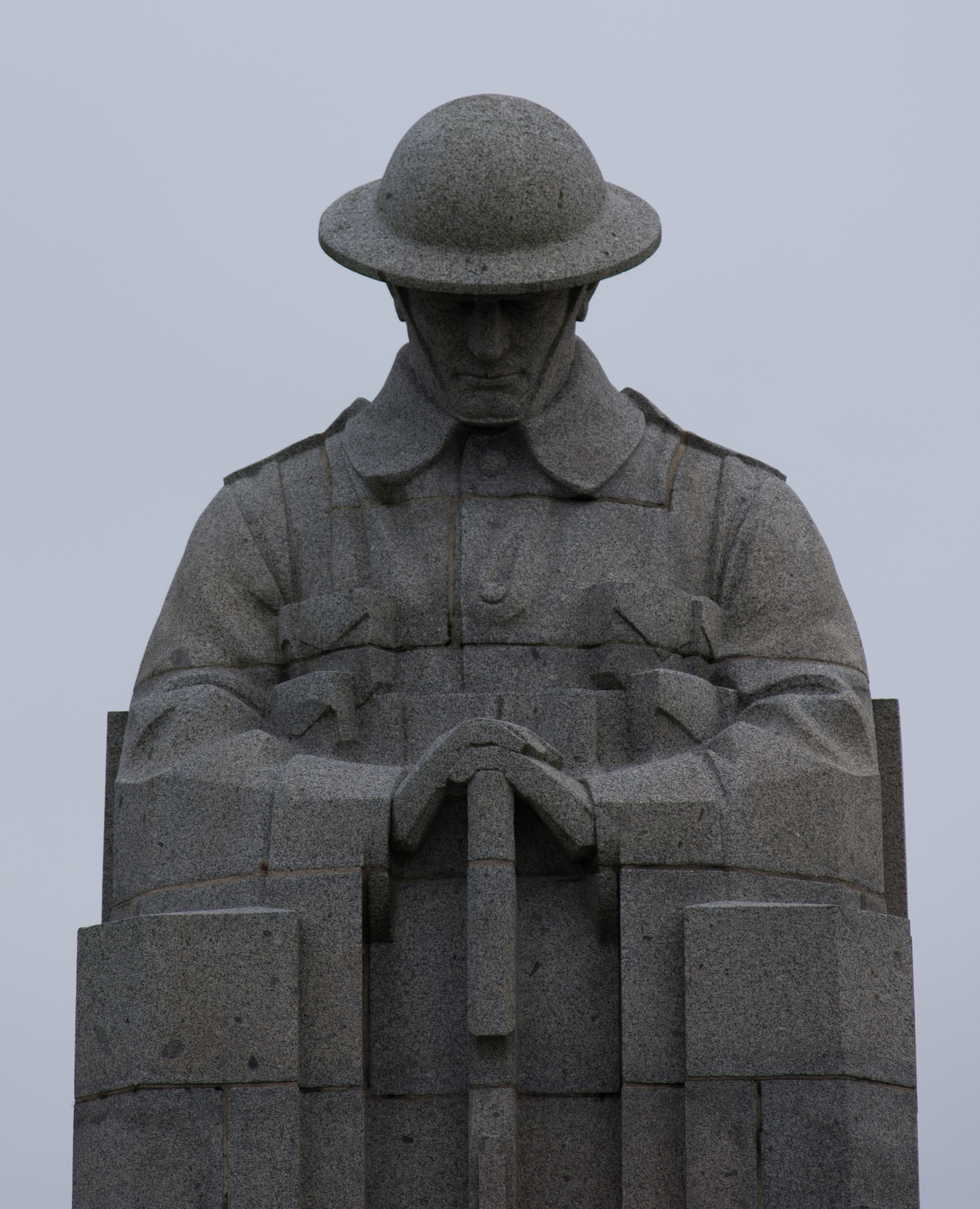
Le sommet du mémorial.

Le mémorial se trouve sur la frange nord du village de Saint Julien à l'intersection de la route N313 et de la Zonnebekestraat. Pendant la guerre, l'endroit où se trouve le mémorial était connu sous le nom de Vancouver Corner. Visible à des kilomètres à la ronde, le mémorial mesure 11 mètres de haut. La colonne « Brooding Soldier » s'élève d'une basse terrasse circulaire en dalles de pierre et est sculptée à son sommet pour former la tête et les épaules inclinées d'un soldat canadien. Les mains du soldat sont posées sur la crosse de son fusil. Cette pose est utilisée en signe de deuil et de respect lors des funérailles et des services commémoratifs. Autour de la colonne et de la terrasse centrale se trouvent des jardins et de grands cèdres. Une partie de la terre qui nourrit les jardins du mémorial a été apportée de divers endroits du Canada pour représenter le large éventail d'hommes canadiens qui ont combattu côte à côte sur les champs de bataille de 1915.
Une réplique du monument St-Julien de Clemesha a été incorporée dans le cénotaphe conçu par RWG Heughan qui a été érigé à Victoria Park, Regina, Saskatchewan, Canada en 1926.